# Christian Jaumain
 (février 2023).
 (mars 2021).
Il peut être nécessaire de l'améliorer pour respecter le principe de neutralité de point de vue. Veuillez consulter la page de discussion pour plus de détails.

Pour les articles homonymes, voir Jaumain.
Christian Jaumain, né le 3 septembre 1939 à Moignelée (province de Namur, Belgique), est un mathématicien, actuaire, dirigeant d’entreprises et professeur d’université belge. Il est l’auteur d’ouvrages scientifiques ou de vulgarisation et d'articles (actuariat, finance, assurance, évaluation des droits viagers). Dans le domaine des mathématiques financières, il est l’auteur d’un algorithme connu sous le nom d’algorithme de Jaumain. Il met à disposition des praticiens des logiciels d’actuariat au service du droit, qui fournissent l’évaluation des indemnités en droit commun, de l’usufruit en droit civil et des rentes viagères.

## Biographie

### Formation
Après avoir effectué sa scolarité à l’Athénée royal de Binche, où son père – auteur ou coauteur de livres destinés à l’enseignement secondaire – fut professeur de mathématiques, Christian Jaumain obtient en 1962 son diplôme de licencié en sciences mathématiques à l’Université de Liège, puis les diplômes de licencié en sciences actuarielles en 1966, de docteur en sciences actuarielles en 1972 (avec les félicitations du jury) et d’actuaire en 1973 à l’Université catholique de Louvain.  

### Parcours professionnel et académique

#### Débuts
Christian Jaumain commence sa carrière professionnelle en 1962 comme professeur de mathématiques à l’Athenée Royal de Liège 1, puis à l’École normale de l’État à Mons. Il entre en 1966 au service de la succursale belge de la société d’assurances Union et Phénix Espagnol.

#### Groupe Zurich Assurances
En 1975, il devient directeur pour la Belgique de Vita, compagnie d‘assurances sur la vie du Groupe Zurich Assurances puis, en 1981, directeur général pour la Belgique du Groupe Zurich Assurances,. Parallèlement, il donne des cours liés aux mathématiques financières, à l'actuariat ou à la gestion des risques à l’Université de Mons (de 1975 à 1986 et de 1992 à 2000) et à l’ICHEC de Bruxelles, puis à l'UCLouvain.

#### Université catholique de Louvain
En 1988, Christian Jaumain quitte le Groupe Zurich Assurances  et se consacre davantage à son enseignement à l’UCLouvain où il devient professeur extraordinaire en 1998[source secondaire souhaitée]. Il enseigne les mathématiques financières, la technique de l'assurance vie , la capitalisation des dommages et intérêts en droit commun ou l'analyse des états financiers des entreprises d'assurances. En 1998, il devient président de l’école des sciences actuarielles de l’UCLouvain jusqu’en 2004. Il poursuivra ses activités d’enseignement à l’UCLouvain jusqu’en 2009. Entretemps, de 2000 à 2009, il donne, à l'INSEA de Rabat le cours d'analyse des états financiers des entreprises d'assurances [source secondaire souhaitée].

#### Association Afer-Europe
En 2004, Christian Jaumain devient président de l’association d’épargne-retraite Afer-Europe, organisation active en Belgique et homologue de l’Afer (Association Française d’Epargne-Retraite). Il quitte cette fonction en 2006, pour éviter tout risque de conflit d’intérêt avec ses activités d’analyste indépendant des états financiers des entreprises d’assurances.

## Publications

### Ouvrages scientifiques
- Christian Jaumain, Préface du Professeur Hélène Casman, Evaluation des droits viagers, Louvain-la-Neuve, Anthemis, 2019, 128 p. (ISBN 978-2-8072-0563-5, présentation en ligne)
- Christian Jaumain, préface du Professeur Jean-Luc Fagnart, La capitalisation des dommages et intérêts en droit commun, Louvain-la-Neuve, Anthemis, 4 e édition, octobre 2009, 180 p. (ISBN 978-2-87455-199-4)
- Christian Jaumain avec la collaboration de Fanny Hannecart et Sandra Laurent, Longévité : évolution et prospective. Construction de tables de mortalité, Louvain-la-Neuve, i6doc, 1er janvier 2008, 164 p. (ISBN 9782874190124)
- Christian Jaumain, Cours de mathématiques financières en avenir certain, Louvain-la-Neuve, i6doc.com, 1er janvier 2007, 294 p. (ISBN 9782874190117)

### Ouvrages de vulgarisation
- Comprendre l'assurance vie, 2e édition. Adaptation pour la France par Jacques Brière. Préface de Pierre Petauton, Contrôleur d'État, L'Argus, Paris, 1988[11].

- Conozcamos el seguro de vida. La Poligrafía S.A., Barcelona, 1987.
- Mais oui, vous comprenez l'assurance vie. Rossel, Bruxelles, 1980.
- Maar natuurlijk begrijpt U de levensverzekering. Rossel, Bruxelles, 1980.

### Articles
- Plus de 100 études ou articles publiés dans des revues actuarielles, financières ou juridiques, belges ou étrangères, notamment la Revue générale de l’enregistrement et du notariat, le Tijdschrift voor Notarissen, la Revue générale des assurances et des responsabilités, le Forum de l’assurance, l’Echo.

#### Algorithme de Jaumain
En 1984, Christian Jaumain propose, dans le Bulletin de l’Association des actuaires suisses, une méthode originale de calcul du taux d’intérêt interne d’une suite quelconque de flux financiers. 

## Distinctions
- Grand Officier de l'Ordre de la Couronne (2004)
- Commandeur de l'Ordre de Léopold (1999)
- Officier de l'Ordre de Léopold II (1986, ministère des Affaires économiques)
- Chevalier de l’Ordre de la Couronne (1979, ministère de la Défense nationale)
- Croix Civique de première classe (2014)